# MSirda Fouaga
 (août 2017).
Si vous disposez d'ouvrages ou d'articles de référence ou si vous connaissez des sites web de qualité traitant du thème abordé ici, merci de compléter l'article en donnant les références utiles à sa vérifiabilité et en les liant à la section « Notes et références ».
MSirda Fouaga, ou M'Sirda Fouaga, est une commune algérienne de la wilaya de Tlemcen, proche de la frontière marocaine.

## Géographie

### Situation
Le territoire de la commune de MSirda Fouaga est situé au nord-ouest de la wilaya de Tlemcen. Son chef-lieu, Arbouz, est situé à 95 km au nord-ouest de Tlemcen, à 50 km au nord-ouest de Maghnia et à 19 km à vol d'oiseau à l'est de la ville marocaine de Saïdia.
| Marsa Ben M'Hidi | Mer Méditerranée       | Souk Tlata  |
| Marsa Ben M'Hidi | MSirda Fouaga          | Souk Tlata  |
| ? (Maroc)        | ? (Maroc), Bab El Assa | Bab El Assa |

### Localités de la commune
En 1984, la commune de M'Sirda Fouaga est constituée à partir des localités suivantes :
- M'Sirda Fouaga
- Arbouz (chef-lieu)
- Boukanoun
- Sebabna
- Djama El Oust
- Bider
- Ouled Bouyacoub
- Zaouia Ouled Benyahia
- El Hanach Poste Bourogba
- El Ayayat

## Population
Les habitants de la région sont appelés les Msirdiyines.

## Personnalités liées
- Mohamed Terbeche[pourquoi ?], ancien ministre des Finances
- Tayeb Louh, ancien ministre de la Justice
- Mokhtar Bouizem[pourquoi ?], commandant de l'ALN pendant la guerre d'Algérie, promu colonel par la suite, et député de la wilaya de Tlemcen après l'indépendance
- Amar Tou, ancien ministre des Transports, y est né en 1945
- Abderezzak Terbeche, ancien président du parlement Algérien (APN).